# Kas (equip ciclista)
El Kas va ser un equip ciclista en ruta basc professional que va existir entre 1956 i 1979 de manera consecutiva, i entre 1986 i 1988. En el seu palmarès destaquen cinc edicions de la Volta a Espanya, amb Francisco Gabica (1966), José Manuel Fuente (1972, 1974), Josep Pesarrodona (1976) i Seán Kelly (1988). El nom ve del principal patrocinador, la marca de begudes Kas.

## Equip Kas-Kaskol

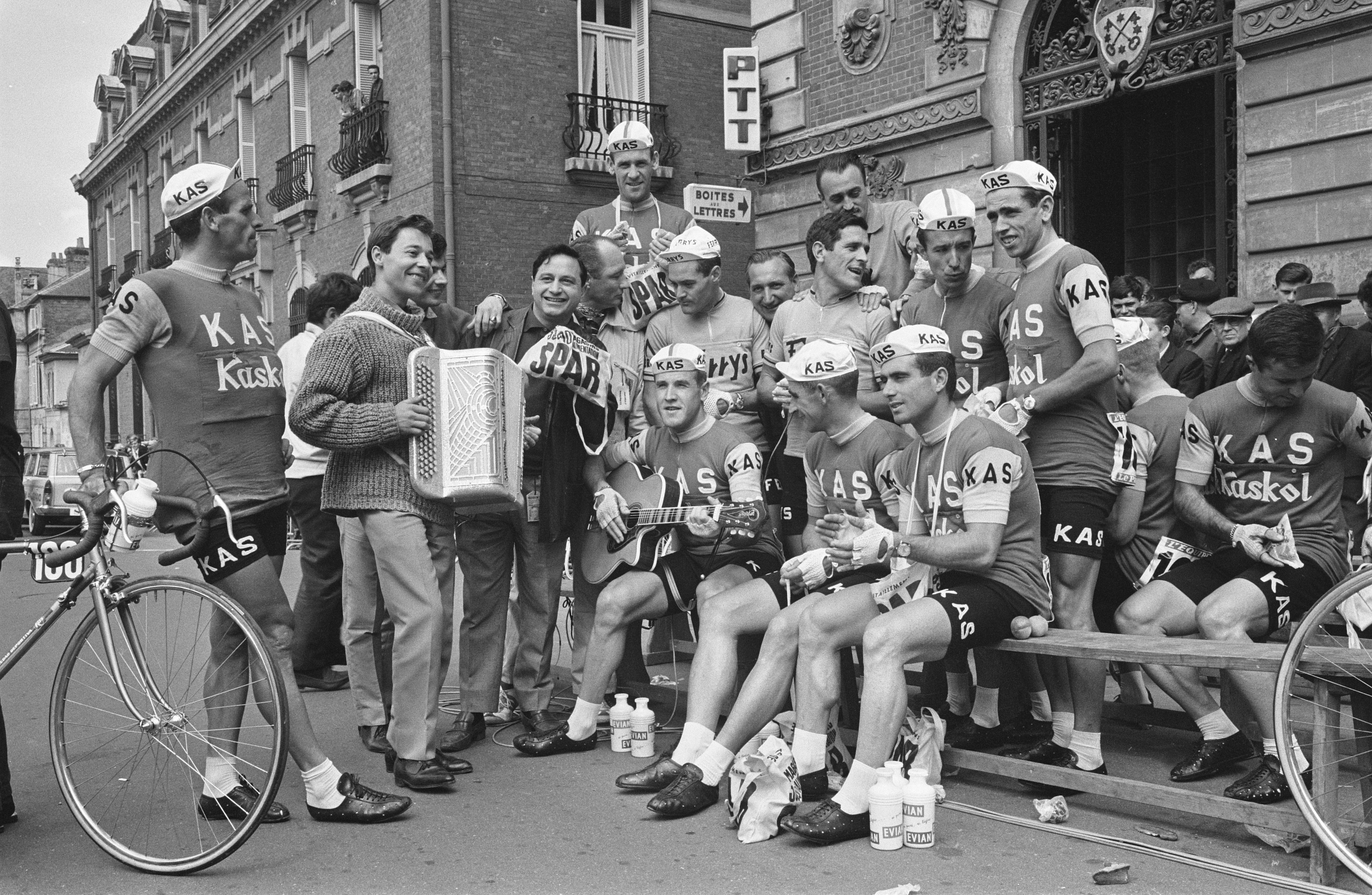
L'equip al Tour de França de 1964

L'equip Kas va començar a córrer el 1958, i aquell primer any Fausto Iza va guanyar una etapa a la Volta a Espanya. El 1959 l'equip va fitxar Federico Bahamontes, Campió d'Espanya de fons en carretera l'any anterior i que aleshores ja havia guanyat el Gran Premi de la Muntanya al Tour de França i a la Volta a Espanya. El Tour de França es va disputar per equips nacionals i Bahamontes en va ser el vencedor final. Bahamontes abandonà l'equip el 1960, però amb tot va guanyar la muntanya de les Voltes a Espanya de 1960, 1961 i 1962 amb Antoni Karmany.
Julio Jiménez va tornar a guanyar per l'equip la classificació de la muntanya de les Voltes a Espanya de 1964 i 1965. El Kas-Kaskol va dominar la Vuelta de 1966 amb Francisco Gabica, vencedor, Eusebio Vélez Mendizábal, segon, i Carlos Echeverría, tercer. També va guanyar la muntanya amb Gregorio San Miguel. L'equip va guanyar sis etapes i liderar la cursa durant 14 de les 18 etapes.
El Kas va guanyar la classificació per equips de la Vuelta el 1967 i 1968. El 1971 l'equip va fitxar el millor neo-professional de la Vuelta de 1970, José Manuel Fuente. Fuente va guanyar la classificació de la muntanya al Giro d'Itàlia de 1971 i la Vuelta de 1972. A més el seu company d'equip, Miguel María Lasa, va ser segon i el Kas va situar quatre ciclistes entre els deu primers. L'equip també va guanyar les classificacions de la muntanya, punts, combinada i per equips i va vestir el mallot groc en 17 de les 18 etapes.
Fuente i el Kas van disputar el Giro d'Itàlia de 1972, en què Fuente va vestir-se amb el mallot rosa en una lluita aferrissada a la muntanya amb Eddy Merckx, de la que Merckx en va ser el vencedor.
Fuente va guanyar la Vuelta de 1974, sent el tercer ciclista en guanyar dues edicions de la cursa. Fuente va liderar la cursa des de la 10a etapa, però en les darreres etapes va flaquejar i finalment sols va guanyar la cursa per 11 segons. El Kas tornà a guanyar la classificació per equips.

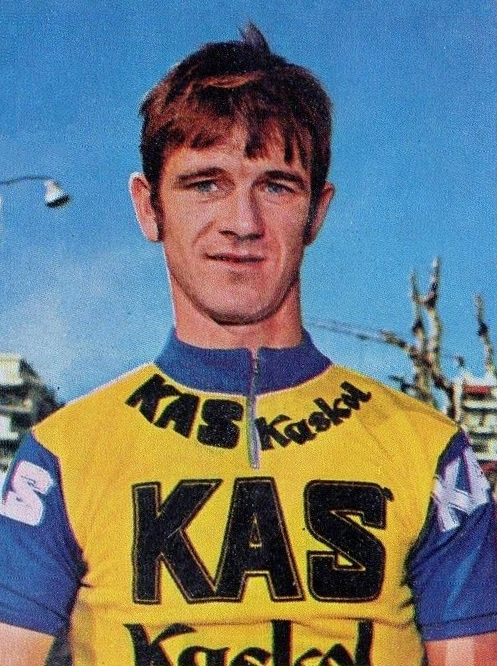
Domingo Perurena

L'any següent el Kas va guanyar les classificacions de la muntanya, dels punts i per equips i va liderar la cursa durant 19 etapes, fins a la darrera contrarellotge, quan Agustín Tamames es va fer amb el liderat i va deixar a Domingo Perurena i Miguel María Lasa, ambdós del Kas, en segona i tercera posició. Fuente va abandonar la cursa amb problemes físics, que el van dur a posar fi de la seva carrera esportiva.
El Kas va tornar a guanyar la Vuelta el 1976 amb Josep Pesarrodona i la muntanya amb Andrés Oliva. El 1978 i 1979 guanyà la classificació per equips de la Vuelta. El 1979 foren fitxats molts ciclistes belgues, sent el director esportiu el belga Robert Lelangue. El patrocinador es va retirar a la fi d'aquella temporada.

## Equip Kas
El 1985 el Kas tornà al ciclisme com a co-patrocinador de l'equip francès Skil-Sem, dirigit per Jean de Gribaldy. L'any següent el Kas passa a ser el principal patrocinador del Skil, però l'equip continua amb llicència francesa. Amb tot, l'equip disputa principalment les curses espanyoles per satisfer el nou patrocinador. El 1986 Sean Kelly acabà tercer a la Vuelta a Espanya, alhora que guanya la classificació per punts per tercera vegada. Kelly aquell any també guanyà la Volta al País Basc i la Volta a Catalunya.
El 1986 l'equip va tenir una brillant temporada amb Kelly, millor ciclista mundial del moment, guanyador de la Milà-Sanremo i la París-Roubaix, amb Acacio Da Silva que van guanyar el Campionat de Zuric, i el campió suís de ciclocròs Pascal Richard.
El gener de 1987 de Gribaldy va morir en un accident automobilístic. Posteriorment l'equip va agafar llicència espanyola. En la Volta a Espanya de 1987 Kelly va liderar la cursa durant tres dies, fins que una lesió l'obligà a abandonar. Amb tot, l'any següent Kelly va guanyar la Vuelta, en què va ser la darrera victòria del Kas a la Vuelta. En finalitzar la temporada de 1988 l'empresa Kas es va retirar del patrocini.
El Kas també va patrocinar diversos corredors de ciclocròs espanyoles el 1980, 1993 i 1994.

## Principals victòries

### Clàssiques
- Clàssica de Sant Sebastià: 1986 (Iñaki Gastón)
- Milà-San Remo: 1986 (Seán Kelly)
- París-Roubaix: 1986 (Seán Kelly)
- Gran Premi de les Nacions: 1986 (Seán Kelly)
- Gant-Wevelgem: 1988 (Seán Kelly)

### Curses per etapes
- Volta a Catalunya: 1962 (Antoni Karmany), 1965 (Antonio Gómez del Moral), 1986 (Seán Kelly)
- Critèrium del Dauphiné Libéré: 1964 (Valentín Uriona)
- Volta a Suïssa: 1973 (José Manuel Fuente)
- Tour de Romandia: 1975 (Francisco Galdós)
- París-Niça: 1986, 1987 i 1988 (Seán Kelly)
- Volta al País Basc: 1986 i 1987 (Seán Kelly)
- Critèrium Internacional: 1987 (Seán Kelly)

### Resultats a les Grans Voltes

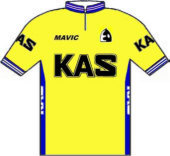
Mallot de l'équipe Kas a la Volta a Espanya de 1986.

| - Tour de França - 17 participacions (1963, 1964, 1965, 1966, 1969, 1970, 1971, 1973, 1974, 1975, 1976, 1977, 1978, 1979, 1986, 1987, 1988) - 16 victòries d'etapa: - 3 el 1964: Julio Jiménez (2), contrarellotge per equips - 3 el 1965: Julio Jiménez (2), Joaquim Galera - 1 el 1970: J.A. González Linares - 2 el 1971: José Manuel Fuente (2) - 1 el 1973: Vicente López Carril - 1 el 1974: Vicente López Carril - 1 el 1975: Vicente López Carril - 1 el 1977: José Nazábal - 1 el 1979: Lucien Van Impe - 1 el 1987: Acácio da Silva - 1 el 1988: Acácio da Silva - 0 victòries finals - 7 Classificacions secundàries: - Gran Premi de la muntanya al Tour de França (2) : - 1965: Julio Jiménez - 1974: Domingo Perurena - Classificació dels joves (1) : - 1976: Enrique Martínez Heredia - Classificació dels esprints intermedis (1) : - 1979: Jacques Bossis - Classificació per equips (4): 1965, 1966, 1974 et 1976 | - Giro d'Itàlia - 8 participacions (1967, 1971, 1972, 1973, 1974, 1975, 1976, 1977) - 19 victòries d'etapa: - 3 el 1967: Del Moral, Gabica, González - 3 el 1971: Carril, Perurena, Fuente - 3 el 1972: José Manuel Fuente (2), Miguel María Lasa - 1 el 1973: José Manuel Fuente - 6 el 1974: José Manuel Fuente (5), Santiago Lazcano - 2 el 1975: Domingo Perurena, Francisco Galdós - 1 el 1976: Antonio Menéndez - 0 victòries finals - 10 Classificacions secundàries: - Gran Premi de la muntanya (8): - 1967: Aurelio González - 1971: José Manuel Fuente - 1972: José Manuel Fuente - 1973: José Manuel Fuente - 1974: José Manuel Fuente - 1975: Francisco Galdós, Andrés Oliva - 1976: Andrés Oliva - 1977: Faustino Fernández Ovies - Classificació per equips (2): 1967, 1974 | - Volta a Espanya - 25 participacions (1958, 1959, 1960, 1961, 1962, 1963, 1964, 1965, 1966, 1967, 1968, 1969, 1970, 1971, 1972, 1973, 1974, 1975, 1976, 1977, 1978, 1979, 1986, 1987, 1988) - 66 victòries d'etapa: - 1 en 1958: Fausto Iza - 3 en 1959: Karmany, Bahamontes, San Emeterio - 1 en 1960: Antoni Karmany - 1 en 1961: Antoni Karmany - 2 en 1962: Antonio Barrutia, Josep Segú - 4 en 1963: Barrutia (2), Uriona, Pacheco - 6 en 1964: Barrutia (2), Jiménez (2), Vélez, Stolker - 4 en 1965: Jiménez, Echeverría, Martín Piñera (2) - 6 en 1966: Uriona, Echeverría, San Miguel, Momeñe, del Moral, Gabica - 1 en 1968: José Pérez Francés - 2 en 1969: San Miguel, Jiménez - 1 en 1971: José Antonio González Linares - 7 en 1972: Perurena (2), Lasa (2), González Linares, Fuente, Manzaneque - 1 en 1973: Perurena - 6 en 1974: Perurena (2), Fuente (2), Santisteban, Uribezubia - 4 en 1975: Lasa (2), Perurena, Menéndez - 2 en 1976: González Linares, Carril - 1 en 1977: José Nazábal - 4 en 1978: Domingo Perurena (2), José Enrique Cima (2) - 2 en 1979: Lucien Van Impe, Bernardo Alfonsel - 2 en 1986: Seán Kelly (2) - 4 en 1987: Seán Kelly (2), Jean-Luc Vandenbroucke, Iñaki Gastón - 2 en 1988: Seán Kelly (2) - 5 victòries finals - 1966: Francisco Gabica - 1972: José Manuel Fuente - 1974: José Manuel Fuente - 1976: Josep Pesarrodona - 1988: Seán Kelly - 28 classificacions secundàries - Gran Premi de la muntanya (10): - 1960: Antoni Karmany - 1961: Antoni Karmany - 1962: Antoni Karmany - 1964: Julio Jiménez - 1965: Julio Jiménez - 1966: Gregorio San Miguel - 1972: José Manuel Fuente - 1975: Andrés Oliva - 1976: Andrés Oliva - 1979: Felipe Yáñez - Classificació per punts (5) : - 1972: Domingo Perurena - 1974: Domingo Perurena - 1975: Miguel María Lasa - 1986: Seán Kelly - 1988: Seán Kelly - Classificació de la combinada (3) : - 1972: José Manuel Fuente - 1986: Seán Kelly - 1988: Seán Kelly - Classificació per equips (10) : 1964, 1966, 1967, 1968, 1972, 1974, 1975, 1976, 1978, 1979 |